# Энман, Александр Фёдорович
Александр Фёдорович Энман (20 августа [1 сентября] 1856, Пернов — 1 [14] июля 1903, Санкт-Петербург) — российский историк и библиотекарь

. Его именем называется утерянный латинский текст IV века — «Императорская история Энмана» (нем. Enmannsche Kaisergeschichte, сокращённо EKG), об историческом существовании которого он высказался первым.

## Биография и деятельность
Происходил из балтийских немцев. Родился в Пернове 20 августа (1 сентября) 1856 года в семье штадт-физика Теодора Вильгельма Эманна (1821—1883); в семье было ещё четыре сына.
В 1874—1878 годах учился в Дерптском университете, где особенно успешно занимался разбором источников по древнеримской истории; отсюда его кандидатская и магистерская работы: «Untersuchungen über die Quellen des Pompeius Trogus für die griechische und sicilische Geschichte» (Дерпт, 1880) и «Ueber die Quellen der sicilischen Geschichte hei Pompeius Trogus» (Дерпт, 1880); сюда же относится написанная в Тюбингене «Eine verlorene Geschichte der römischen Kaiser und das Buch de viris illustribus» (Гёттинген, 1884).
Учился в Тюбингене, Берлине, Париже и Лондоне. В 1883—1897 годах — помощник библиотекаря, затем библиотекарь в иностранном отделении библиотеки академии наук. Также с 1885 до 1888 годы Энман преподавал латинский язык в Санкт-Петербургской немецкой гимназии Св. Екатерины, а с 1888 года до своей смерти — историю и географию в Санкт-Петербургском училище при реформатских церквах (ныне школа N 636).
Несколько работ Энмана принадлежат к области древнегреческой истории; так, в докторской диссертации: «Kritische Versuche zur ältesten griechischen Geschichte. I. Kypros und der Ursprung des Aphroditekultus» (СПб., 1887) он коснулся трудного вопроса о восточном влиянии на древнегреческую религию (ср. также «Эллада и Эллины», в «Журн. Мин. Нар. Просв.» 1893 г.; «Из области древнегреческой географической ономатологии», там же за 1899 г.; «Ueber den Namen der Stadt Athen», СПб., 1902, и др.).
Энман сотрудничал в мифологическом лексиконе Рошера. Работы Энмана отличались добросовестным изучением материала и выделялись оригинальными мыслями и гипотезами, использованием данных лингвистики и этимологии.

## Издания
Энман специализировался на древнейшей римской истории и этнографии:
- «Легенда о римских царях», СПб., типография Балашева и Ко, 1896; текст;
- «Die älteste Redaction der röm. Consularpasten», в «Zeitschr. f. alte Geschichte», т. I;
- «Die älteste Redaction der röm. Pontificalannaien», в «Rhein. Mus.», 1902;
- «Die neuentdeckte archaische Inschrift des röm. Forums» в «Bull. de l’Acad. d. Sc.», т. XI;
- «Zur Ethnographie Altitaliens», 1892, и мн. др.